# Garcinia minahassensis
Garcinia minahassensis är en tvåhjärtbladig växtart som beskrevs av Jean Baptiste Louis Pierre. Garcinia minahassensis ingår i släktet Garcinia och familjen Clusiaceae. Inga underarter finns listade i Catalogue of Life.